# Susana Alexander
Susana Alexander, nombre artístico de Suzanne Ellen Rose Alexander-Katz y Kaufmann (Ciudad de México, 3 de julio de 1943), es una directora, traductora, creadora y primera actriz mexicana de teatro, cine y televisión actualmente retirada.

## Datos biográficos
Nació, junto con su hermano gemelo, en la Ciudad de México, hija de Alfredo Alexander-Katz y de Brígida Kauffmann Rosenstein, inmigrantes judíos alemanes que dejaron Europa durante la Segunda Guerra Mundial. Es tía de la actriz Sophie Alexander-Katz. Ha participado en televisión en innumerables teleteatros, programas culturales, telenovelas y cápsulas de poesía y en teatro tanto clásico como contemporáneo, y es incansable su labor dentro de la educación. Ha dado talleres para maestros, conferencias motivacionales para padres de familia y ha actuado en escuelas de todo el país.
En 1960, inició su carrera teatral con la obra Variaciones para cinco dedos, bajo la dirección de José Luis Ibáñez. A partir de entonces, ha participado en innumerables obras y espectáculos teatrales recorriendo desde el repertorio clásico hasta el contemporáneo universal: Hamlet, de Shakespeare; Electra, de Eurípides; Las 4 estaciones, de Arnold Wesker; Buenas noches, mamá, de Marsha Norman; Yo madre, yo hija, de Loleh Bellon; Punto y coma, de Margaret Edson; Yo soy una buena madre judía, de Dan Greenburg, Cómo envejecer con gracia, de Mayo Simon; El año del pensamiento mágico, de Joan Didion, y El primero, de Israel Horovitz, entre otras.[cita requerida]

### Televisión
Fue pionera de la televisión mexicana y participó como actriz infantil en el primer programa que se emitió el 1 de septiembre de 1950 en Televicentro.[cita requerida]
Son muchos los teleteatros en los que ha colaborado, como El diario de Ana Frank, Santa Juana de Arco, Pelo de zanahoria, Los justos, de Albert Camus, y Marius, de Marcel Pagnol.[cita requerida]
Locos por el té
Su más reciente aparición en teatros fue con la obra Locos por el té, donde interpretó a una diva en una obra de Patrick Haudecoeur y Danielle Navarro Haudecoeur, dirigida por Vanessa Vizcarra.[cita requerida]
Instrucciones para una muerte feliz
Esta puesta en escena, en la cual Susana es productora y actriz y que ha recibido una buena crítica, trata un tema delicado: la muerte. A través de esta comedia, Susana Alexander da sus instrucciones de cómo desea que sea su funeral y al mismo tiempo muestra su afán por ver a su familia unida después de su partida.

### La Reina del Streaming
A raíz de la pandemia de COVID-19, la primera actriz Susana Alexander da el salto hacia el teatro en streaming y se autonombra "La Reina del Streaming" para llevar algunos de sus unipersonales a la transmisión online y para estar más cerca de su público. Recitales como "Bendita menopausia", "Aquí estoy, amor", "Las mujeres no tenemos llenadero" son hasta ahora sus obras llevadas al streaming así como dos estrenadas exclusivamente en esta modalidad: "Las dos alegres consuegras" y "Ahora soy una buena viuda judía".
Además, Susana Alexander tiene presencia en los principales servicios de streaming en Latinoamérica con papeles para series y películas en Netflix, Claro Video, Vix Plus y HBO Max.

## Filmografía

### Telenovelas
- Cita a ciegas (2019) .... Esther[3]
- Súbete a mi moto (2002-2003) .... Angustias Vda. de Burgos
- Vivir así (2002)
- El amor no es como lo pintan (2000-2001) .... Daniela Cienfuegos
- Ellas, inocentes o culpables (2000) .... María
- No tengo madre (1997) .... María Malpica
- Morir dos veces (1996) .... Beatriz
- Más allá del puente (1993-1994) .... Dra. Leonor Rivas
- En carne propia (1990-1991) .... Madre Carolina Jones
- Amor de nadie (1990-1991) .... Julieta de Santiesteban
- Cuando llega el amor (1989-1990) .... María Luisa Pereyra de Fernández
- El precio de la fama (1987) .... Inés
- Herencia maldita (1986-1987) .... Elisa
- El engaño (1986) .... Elena
- La traición (1984-1985) .... Estela Serrano de Del Valle
- En busca del paraíso (1982-1983) .... Sofía
- Aprendiendo a amar (1980-1981) .... Cristina de Peñaranda
- Pasiones encendidas (1978-1979) .... Adriana
- Mañana será otro día (1976-1977) .... Sofía Ramírez
- El chofer (1974-1975) .... Tania
- Ana del aire (1974) .... Lola
- Muñeca (1973) .... Márgara
- El edificio de enfrente (1972-1973) .... Carolina
- Lucía Sombra (1971) .... Erika
- Rosario (1969) .... Julia San Román
- Del altar a la tumba (1969)
- Chucho el Roto (1968) .... Carolina de Frizac
- Intriga (1968)
- Juventud divino tesoro (1968)
- Rocambole (1967) .... Cereza
- Los medio hogares (1966) .... Mercedes
- La madrastra (1962)

### Cine
- Las vocales (2022)
- El testamento de la abuela (2020)
- La boda de la abuela (2019)
- El cumple de la abuela (2016)
- De mujer a mujer (2014)
- Las wikas (2012)
- La fulícula (2005)
- Inaudito (1999)
- Esclavos de la pasión (1995)
- La casa de los cuchillos (1992)
- Gaby: Una historia verdadera (1987)
- En busca de un muro (1974)
- El bueno para nada (1973)
- El inolvidable Chucho el Roto (1971)
- Los amores de Chucho el Roto (1970)
- Yo soy Chucho el Roto (1970)
- La vida de Chucho el Roto (1970)
- Paula (1969)
- Volantín (1964)
- Yo, el mujeriego (1963)
- Cuando los hijos se pierden (1963)
- Qué hacer con mis hijos (1962)

### Series de TV
- Fabricantes de ovnis (2024), Star+
- Búnker (2021), HBO Max
- Silvia Pinal, frente a ti (2019)
- Un día cualquiera (2016)
- A cada quien su santo (2013)
- Lo que callamos las mujeres (2001)
- Con sello de mujer (1999-2001) .... "Doña Susanita"
- Televiteatros (1993)
- El rabo verde (1971)
- Los ángeles de la calle (1952)
- Los cuentos de Pepito (1951)

### Teatro
- Matea, en Debiera haber obispas (2018), Teatro Rafael Solana, dir. Susana Alexander.
- Lucía, en Si te mueres... ¡te mato! (2022), Teatro Fernando Soler.
- Cómo ser una buena abuela judía
- Yo soy una buena madre judía
- Buenas noches, mamá
- Las cuatro estaciones
- La verdad sospechosa
- Las memorias de Raquel
- A la maestra le gusta el profe Juan
- Peer Gynt
- Yerma
- Electra de Eurípides
- Las criadas
- Aquelarre
- Hamlet (1968)
- Variaciones para cinco dedos
- Las preciosas ridículas
- El primero
- El año del pensamiento mágico
- Las dos Camelias

### Unipersonales
- Dios, ¿sigues ahí?
- Las mujeres no tenemos llevadero
- Madre sólo hay una y como yo ninguna
- Suya, afectuosamente
- Cómo envejecer con gracia
- La vida se lee
- Poesía a la carta
- Si me permiten hablar
- Susana Alexander en des-concierto
- Yo madre, yo hija
- Punto y coma
- El principito
- Pepe y Valentina
- Viaje al corazón de las palabras
- No tengo, no pago
- Instrucciones para una muerte feliz (2017)[4]

### Streaming
- Ahora soy una buena viuda judía (2022)
- Las dos alegres consuegras (2021) con Silvia Káter.
- La noche de Romeo (2021) con Roberto Sosa y Diego de Lira.

## Premios y reconocimientos

### Premios TVyNovelas
| Año  | Categoría            | Telenovela           | Resultado |
| ---- | -------------------- | -------------------- | --------- |
| 1991 | Mejor primera actriz | Cuando llega el amor | Nominada  |
| 1985 | Mejor actriz         | La traición          | Ganadora  |

### Premios de teatro

#### Asociación Mexicana de Críticos Teatrales
- Premio a la Mejor Actuación Juvenil por Aquelarre (1972)
- Premio a la Mejor Dirección Teatral por El primero (1977)
- Premio a la Mejor Actuación Femenina por Las memorias de Raquel (1979)
- Gran Premio de Honor de la Asociación Mexicana de Críticos (1982) por su labor como actriz, directora, traductora y creadora.[5]
- Premio a la Mejor Actuación Femenina en Comedia por Las dos Camelias (1993)

2016
- Abril. La Universidad Anáhuac otorgó a Susana Alexander el Premio al Liderazgo en Artes CULMEN, por su destacada trayectoria artística.
- Marzo. Recibió la Cédula Real, nombramiento especial otorgado por el municipio de Atlixco, Puebla.

2013
- Premio Nacional Malinalli para la promoción de las artes los derechos humanos y la diversidad cultural por la Universidad Juárez Autónoma de Tabasco.

2010
- Premio por su larga trayectoria otorgado por la Asociación de Críticos y Periodistas de Teatro (ACPT) y por la Asociación de Periodistas Teatrales (APT).
- Premio Sonia Amelio por su excelente trayectoria artística.
- Recibe la Medalla al Mérito en la Ejecución Artística otorgada por unanimidad por la Asamblea Legislativa del DF.

2009
- Premio por Mejor actriz de comedia por la obra El año del pensamiento mágico, otorgado por la Asociación de Críticos y Periodistas de Teatro (ACPT).
- Premio al Mejor monólogo por la obra El año del pensamiento mágico.

2008
- Premio por Mejor actriz de comedia por la obra Cómo envejecer con gracia, otorgada por la Asociación de Críticos y Periodistas de Teatro (ACPT) y por la Asociación de Periodistas Teatrales (APT).
- Reconocimiento como Huésped Distinguida de la Ciudad de Puebla.
- Premio a la Mejor obra por la puesta en escena de Cómo envejecer con gracia.

2007
- Premio a la Mejor obra por la puesta en escena de Yo madre, yo hija.
- Premio a la Mejor actriz por la obra Yo madre, yo hija.

2006
- Premio ACE 2006 de Teatro otorgado por la Asociación de Cronistas de Espectáculos de Nueva York.
- Premio a la Obra más taquillera otorgado por romper el récord de funciones agotadas con su espectáculo Las mujeres no tenemos llenadero

2005
- Premio HOLA otorgado en Nueva York.
- Premio Bravo a la mejor actriz otorgado por la Asociación de Críticos y Periodistas de Teatro (ACPT).
- Premio ITI y La Choca de Oro a la mejor actriz.

## Familia
Su hermano gemelo, Roberto Alexander Katz, físico, falleció en el 2021. Su hermano mayor, Didier Alexander Katz, ingeniero y presidente de una empresa de audio e iluminación, falleció en el 2013 de cáncer pulmonar, a los 72 años.